# Resolution 1708 des UN-Sicherheitsrates
Die Resolution 1708 des UN-Sicherheitsrates ist eine Resolution zur Situation an der Elfenbeinküste, die der Sicherheitsrat der Vereinten Nationen am 14. September 2006 auf seiner 5524. Sitzung einstimmig angenommen hat. Bei der Resolution handelt es sich um eine Maßnahme nach Kapitel VII der Charta der Vereinten Nationen. Gegenstand dieser Resolution ist die Verlängerung des Mandats der Expertengruppe bis zum 15. Dezember 2006, die als Teil einer Reihe von Maßnahmen im Rahmen der Resolution 1584 des UN-Sicherheitsrates im Februar 2005 eingesetzt wurde.
Der Sicherheitsrat berief sich auf seine früheren Resolutionen zur Elfenbeinküste, insbesondere die Sicherheitsratsresolutionen 1572, 1584, 1633 und 1643, sowie auf alle relevanten Erklärungen seines Präsidenten.
Die Resolution beauftragte die Expertengruppe, bis zum 1. Dezember 2006 einen Bericht über die Umsetzung verschiedener Maßnahmen zu erstellen. Es geht hierbei um die Umsetzung der Punkte 7, 9 und 11 der Resolution 1572, also um die Einhaltung des Waffenembargos und der Aufforderung an andere Staaten, Einreise und Transit solcher Personen zu unterbinden, die eine Gefährdung des Friedens und der nationalen Versöhnung der Ivorer darstellen, sowie um das Einfrieren von Geldern und anderer Wirtschaftsgüter, die diesen Personen gehören oder von ihnen kontrolliert werden. Außerdem geht es um die Umsetzung der Punkte 4 und 6 der Resolution 1643, welche von allen UN-Mitgliedsstaaten fordert, die Einfuhr von Rohdiamanten von der Elfenbeinküste zu verhindern, sowie die Beobachtung von Behinderungen der Operation der Vereinten Nationen an der Elfenbeinküste (ONUCI) und der zu ONUCI gehörenden Truppen Frankreichs.
Die Expertengruppe soll in ihrem Bericht dem Sicherheitsrat diesbezügliche Empfehlungen vorlegen. 